# クリスチャン・ロレンツェン
クリスチャン・ロレンツェン（Christian August Lorentzen、1749年8月10日 - 1828年5月8日）はデンマークの画家である。姓のデンマーク語の発音に近いカタカナ表記は「ロランスン」ともされる。 

## 略歴
スナボーの時計師の息子に生まれた。1771年からデンマーク王立美術院で学び、ピーザ・アルス（Peder Als）やヨハン・マンデリベリ（Johan Mandelberg）に学んだ。1779年から1782年の間は国外に学び、オランダ、特にアントウェルペンやフランスを旅し、パリで巨匠たちの模写をした。1792年にノルウェーも旅したとされる。
デンマークに戻った後、肖像画を主に描いた。1801年から1814年にイギリス海軍とデンマーク海軍の間で、「コペンハーゲンの海戦」などが行われると、ロレンチェンはその戦闘を題材に歴史画を描いた。
1803年にデンマーク美術院の教授となり、次世代の画家たちに影響を与えた。1809年から1810年に美術院の校長を務めた。ロレンツェンが教えた画家たちには、ヨハン・クリスチャン・ダールやマーティヌス・ラービューらがいる。

## 作品

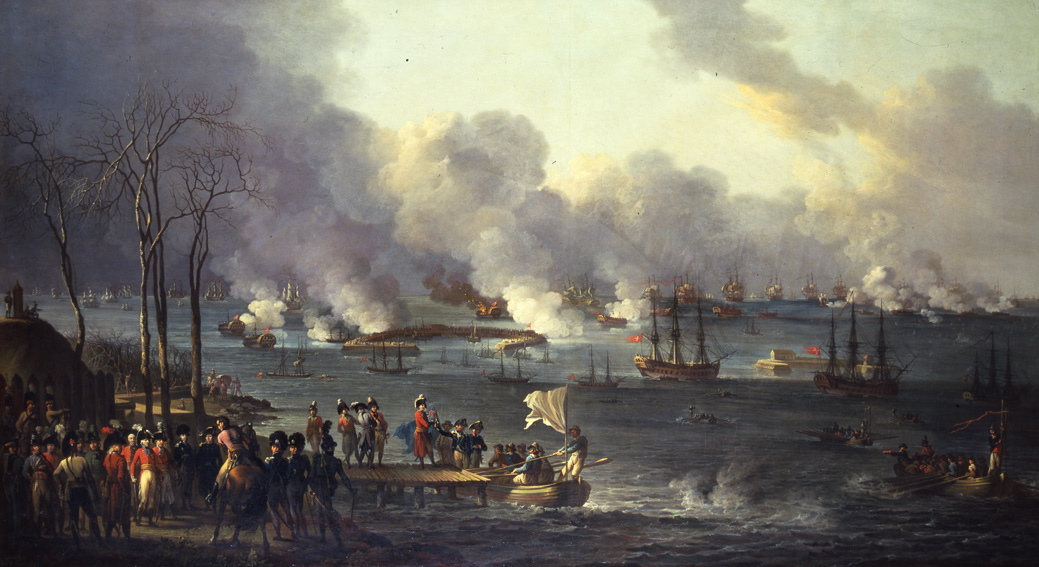
コペンハーゲンの海戦
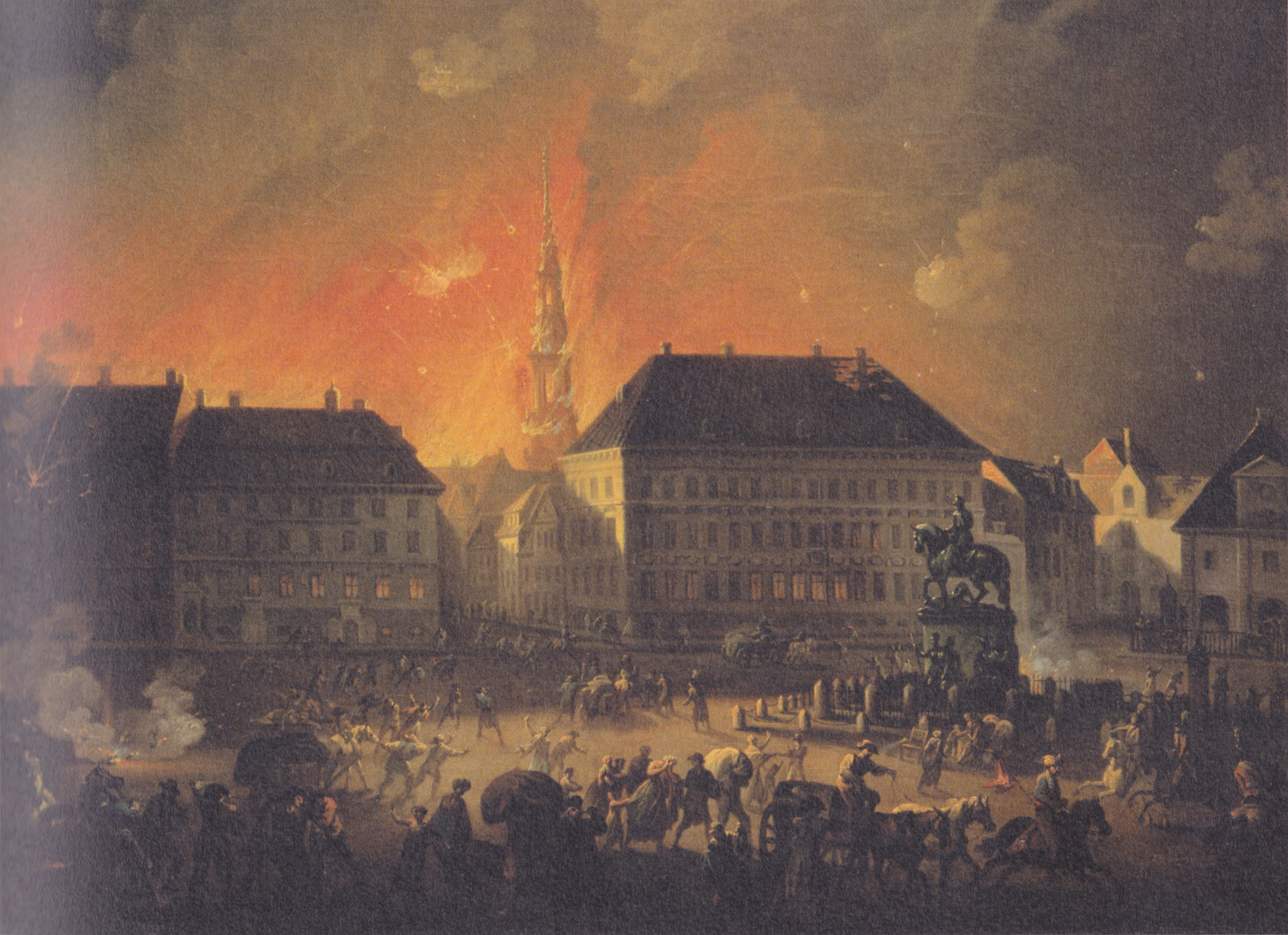
イギリス海軍の砲撃で燃えるコペンハーゲン
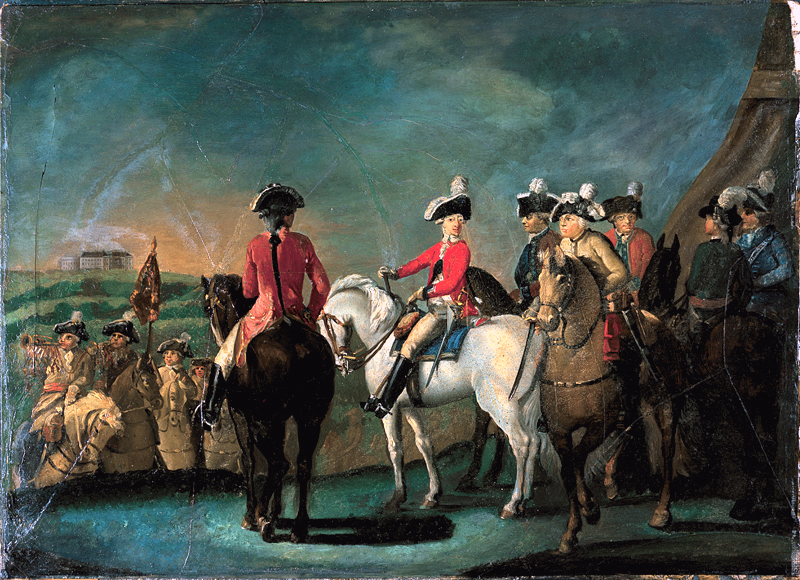
フレデリク6世

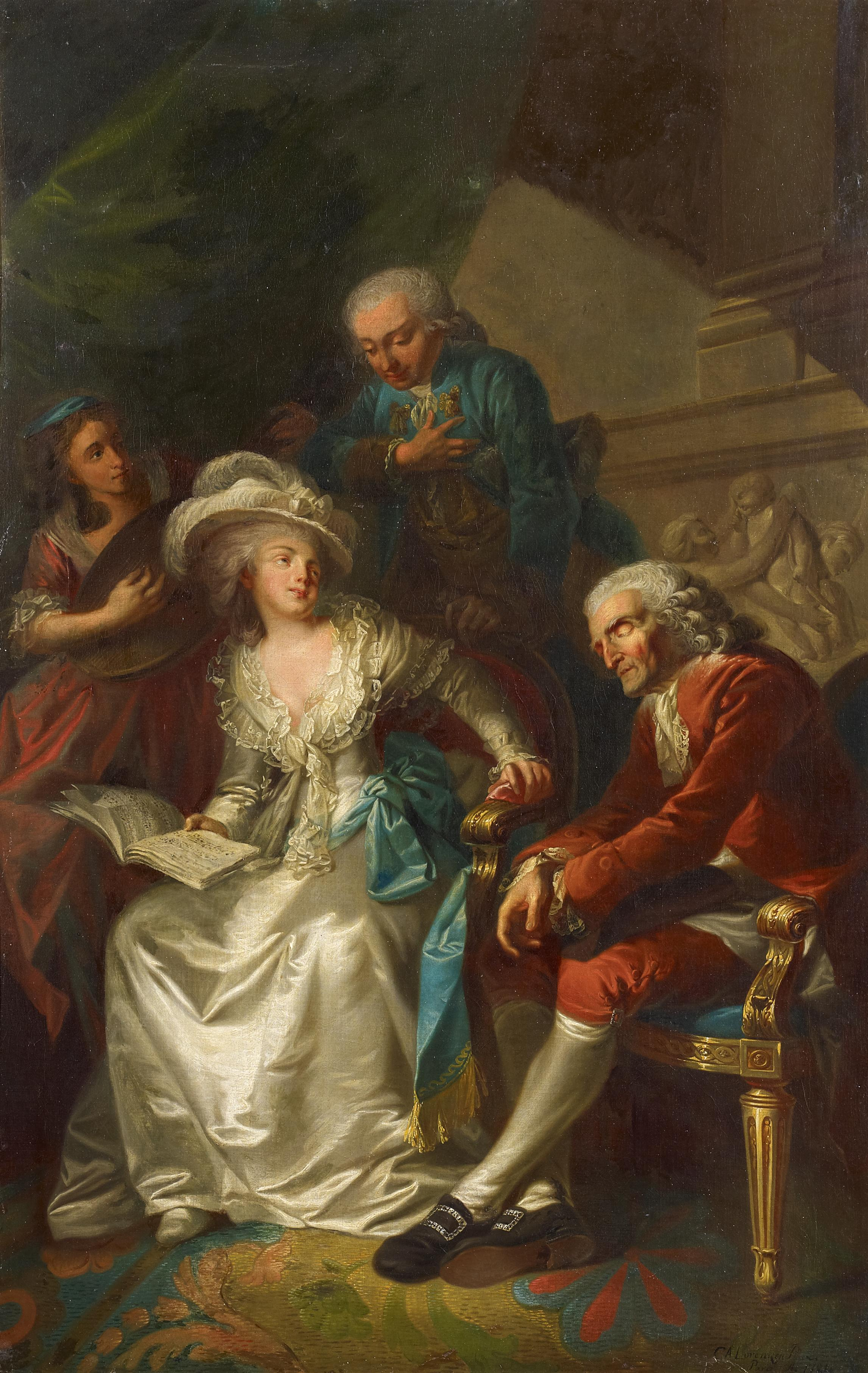
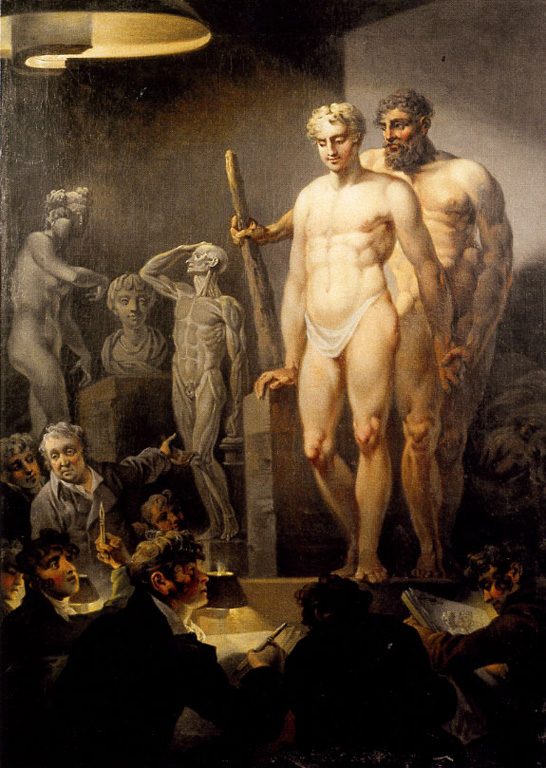
美術院の授業
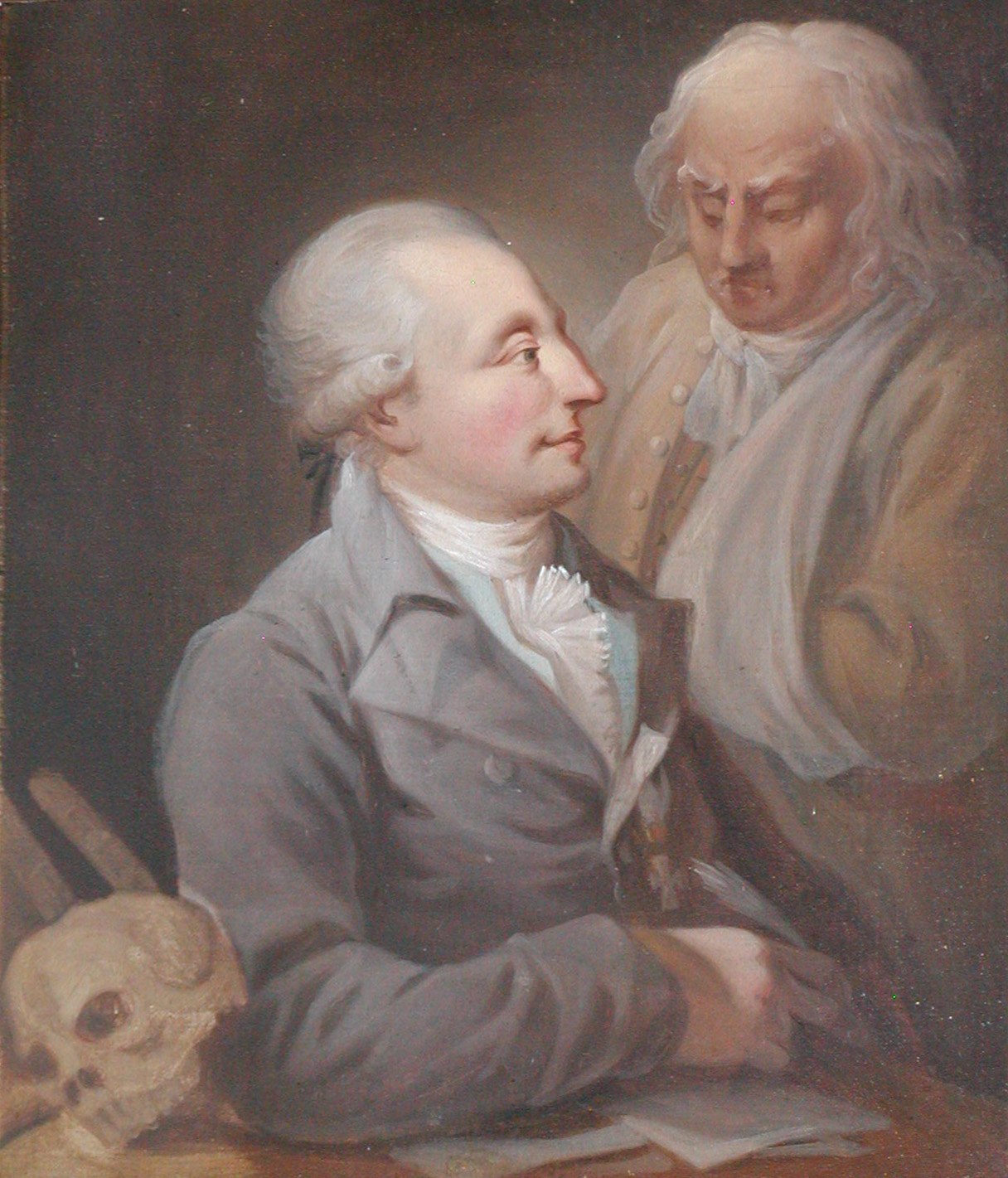
Frederik Christian Winsløw-医師
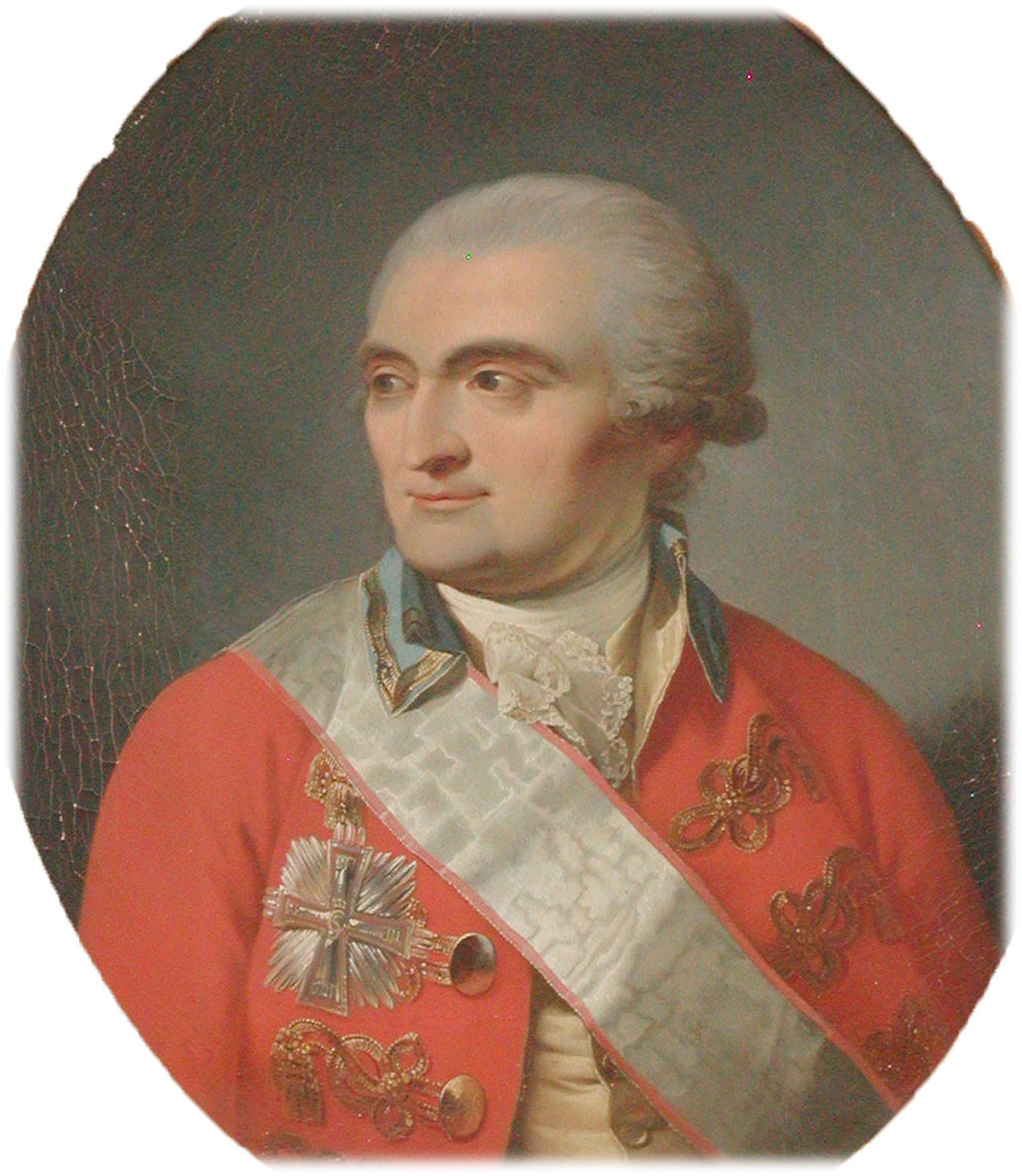
Johan Frederik Classen-実業家